# Martin von Pfaffenhausen
Martin von Pfaffenhausen, auch Martinus von Pfaffenhausen, geboren als Philipp Karl Freiherr von Remking, auch Franz Carl von Remching(en) (* 19. März 1687 in Pfaffenhausen; † 29. Januar 1746 in Straubing) war ein Kapuzinerpater, Guardian, Definitor und Novizenmeister. Seine Heranschulung von „200 Patres“ sei beispielhaft für die gesamte Bayerische Ordensprovinz der Kapuziner geworden. Von zahlreichen Bürgern wie Adligen und auch einem Württemberger Prälaten wurde er als heilig verehrt, wie manche Quellen aus dem kirchlichen Umfeld wiedergeben. Vor seiner Beerdigung sollen sich viele Personen Haare, Barthaare, Kleidungsstücke oder auch herausgeschnitzte Stücke von seinem Sarg als Reliquien mitgenommen haben.

## Biographie
Martin entstammte der alten freiherrlichen Familie von Remking (in früheren Quellen: Remchingen). Sein Taufname lautete Philipp Karl Freiherr (auch Reichsfreiherr) von Remking. In einer weiteren Publikation ist sein Name Franz Carl, wobei seine Geschwister mit meist jeweils drei Vornamen betitelt sind. Seine Verwandten bekleideten „höchste stellen“ im Deutschen Reich. Er hatte vier Brüder: Franz Joseph Freiherr von Remchingen (kaiserlicher General), Ferdinand Ignatz (als Bruder Alphons Stiftskapitular in Kempten), Christian von Remchingen und Franz Maria Xaver von Remchingen (beide Mitglieder im Malteserorden). Sein Vater Franz Karl von Remchingen war Baron, seine Mutter hieß Maria Franziska und stammte aus dem Hause Westernach. Sichtlich unangenehm mag Martin bzw. Franz Philipp Karl (?) seine Herkunft gewesen sein, alsda er bemüht war, sie „gänzlich zu vergessen“ und dies auch von „alle[r] Welt“ forderte, zugunsten eines Betrachtens seiner selbst als „den geringsten und armseligsten der Söhne des hl. Franziskus“. Er wurde am 19. März 1687 im Schloss Pfaffenhausen in Schwaben geboren. Am 20. März 1687 wurde er in St. Stephan getauft. Zunächst diente er als Jugendlicher beim Fürstbischof von Eichstätt (Johann Martin von Eyb) als Edelknabe und wurde in freien Künsten und Wissenschaften unterrichtet und genoss eine hervorragende Erziehung.
Am 22. November 1704 im Alter von 17 Jahren trat er in Straubing in den Kapuzinerorden ein und nahm den Ordensnamen Pater Martinus an. Er wirkte im Orden zwanzig Jahre lang als Novizenmeister. Daraufhin wurde er zu einem nicht bekannten Zeitpunkt Guardian. Zu einem ebenfalls unbekannten Zeitpunkt, für den die Quellen auseinandergehen, schnitt er sich mit einem „eisernen Griffel“ die Worte Jesus, Maria und Franziskus in die Brust. Nach anderen Quellen waren es die Worte bzw. Buchstaben: „S. Mariae Lauretanae S. P.“, wobei S. P. für den Sancto Patri Franziskus stehe, bzw. „in seinen frühen Jahren“ nur die Buchstaben ‚J‘, ‚M‘ und ‚F‘ für Jesus, Maria und Franziskus. Aus heutiger Sicht würde diese Art von Frömmigkeit pathologisch betrachtet werden, so Romuald Bauerreiß.
Martin gehörte 18 Bruderschaften an.
Martins Frömmigkeit zeichnete sich insbesondere durch seine „ausgedehnte Caritas“ aber auch durch seine Lebensstrenge aus, beispielsweise schlief er nicht in einem Bett, sondern „nur auf Brettern“. Wenn er das Wort „Weib“ im freien Umgang miteinander hörte, soll er „ernst und streng“ geworden sein.
Nach Berichten von Maximilian Pöckl und Franz Xaver Schuster bat er In seiner Zeit als Guardian in einem Kloster in Straubing während des „bayerischen Krieges“ bzw. dem Österreichischen Erbfolgekrieg zur Zeit Kaiser Karls VII. einen österreichischen Kommandanten um Verschonung von Straubing. Als aber das nicht wirkte, habe er mit dem Kommandanten in einem verschärften Ton und als Reichsfreiherr mit Klage bei der Königin Maria-Theresia gedroht, was hingegen Wirkung zeigte und Straubing rettete. Dies ist auch auf einem („sehr ansprechenden“) Bildchen in der Pfarr-Registratur zu Pfaffenhausen wiedergegeben.
Daraufhin wurde er zum Definitor gewählt, verstarb nach einer „völlige[n] Magendestruktion“ infolge „seiner Lebensstrenge“ aber noch in den nächsten Jahren als Guardian am 29. Januar 1746 im Alter von 58 Jahren. Emmerich Däger wirkte in Martins letzten Lebensjahren als dessen Beichtvater. In seiner letzten Krankheit hatte er jede „Erleichterung“ seines Zustandes abgelehnt und die Ärzte gebeten, diesen „aber nicht zu verhehlen“.

## Zeitgenössische Zeugnisse
Einige Patres, so Emmerich Däger und der württembergische Prälat Eleutherius von Handzell, aber auch Gilbert Bernhard Sperl, Administrator zu Sossau aus dem Orden der Prämonstratenser, sprachen Martin Heiligkeit zu und auch (scheinbare) Sündenfreiheit, Sanftmütigkeit, weitestgehende Vollkommenheit, außerordentliche Gottesfürchtigkeit, Tugendhaftigkeit und Heldenmütigkeit etc. zu.
Nach Eleutherius’ Bericht vom 1. Februar 1746 versteiften Martins Gliedmaßen auch 24 Stunden nach seinem Tod nicht, Pater Friedrich von Schwambach bestätigte dies am 3. Februar. Ebenfalls nach Eleutherius’ Bericht sollen, als Martin vor seiner Beerdigung im Oratorium lag, viele darum gebeten haben, sich Haare, Barthaare, Kleidungsstücke oder herausgeschnitzte Stücke von seinem Sarg mitnehmen zu dürfen. Der Zulauf „von Menschen aus allen Ständen“ bei seiner Beerdigung sei weitaus zu groß für die Kirche gewesen.
Martins Demütigkeit hob Eleutherius besonders hervor, Däger daneben u. a. auch seine Liebe und Güte. Letzterer schrieb, er habe Martin in der Beichte schwer vergeben können, weil er für die „Lossprechung von den Sünden ... oft kaum Stoff genug“ fand, ersterer vermutete, dass Martin „bereits ein Bewohner des Himmels sei“. Sperl beendet seine Worte mit: „O wohl ein edler hellglänzender Himmelsstern!“, nachdem er auch die hohe Adligkeit Martins Eltern und seines leiblichen Bruders hervorhob, der Statthalter auf Malta, wahrscheinlich in Kärnten, wurde.